# Turbaco
Turbaco ist eine Gemeinde (municipio) des Departamentos Bolívar im Norden von Kolumbien. Turbaco ist Teil der inoffiziellen Metropolregion Cartagena, der Metropolregion von Cartagena.

## Geographie
Turbaco liegt im Norden von Bolívar, 10 km östlich von Cartagena und hat eine Durchschnittstemperatur von 27 °C. An die Gemeinde grenzen im Norden Santa Rosa und Villanueva, im Osten San Estanislao, im Süden Arjona und Turbaná und im Westen Cartagena.

## Bevölkerung
Die Gemeinde Turbaco hat 76.218 Einwohner, von denen 70.964 im städtischen Teil (cabecera municipal) der Gemeinde leben. In der Metropolregion leben 1.382.015 Menschen (Stand 2019).

## Geschichte
Auf dem Gebiet des heutigen Turbaco lebte vor der Ankunft der Spanier das indigene Volk der Yurbaco. Der Name Turbaco nimmt Bezug auf einen indigenen Kaziken. Als spanische Siedlung existiert Turbaco seit 1510. Das angenehme Klima veranlasste unter anderem den Vizekönig Antonio Caballero y Góngora einen Teil seiner Amtszeit in Turbaco zu verbringen. Der mexikanische General und Politiker Antonio López de Santa Anna ging 1853 ins Exil nach Turbaco.

## Wirtschaft
Die wichtigsten Wirtschaftszweige in Turbaco sind Industrie und Landwirtschaft, insbesondere der Anbau von Obst, Gemüse, Mais, Hülsenfrüchten, Maniok und Zuckerrohr.

## Söhne und Töchter der Stadt
- Manuel Amador Guerrero (1833–1909), erster Staatspräsident von Panama
- Dayana Segovia (* 1996), Volleyballspielerin